# Pujerra
Pujerra es una localidad y municipio español de la provincia de Málaga, Andalucía. Se encuentra situado en el oeste de la provincia, en el Valle del Genal, siendo una de las poblaciones que conforman la comarca de la Serranía de Ronda. Por carretera se halla situado a 117 kilómetros de Málaga y a 652 km de Madrid. Cuenta con una población de 290 habitantes (INE 2024).
Las fiestas locales se celebran durante el mes de junio en honor al patrón del pueblo San Antonio de Padua.
Cuenta una leyenda que el rey godo Wamba vivió en un poblado cercano (Cenay) a Pujerra.

## Historia
Poco se sabe de la historia de Pujerra en época preislámica. Los restos más antiguos encontrados en la localidad son de hace 1500 años, en el siglo II d. C.. Se trata de unos ladrillos de época tardorromana denominados "brácaris", que contienen inscripciones con simbología cristiana, lo que ha llevado a pensar a algunos historiadores que ya en época romana existiera aquí un asentamiento.

### Edad Media
Existe además en la localidad la leyenda del rey Wamba, según la cual este rey visigodo nació y vivió en Pujerra, donde vinieron a buscarlo para ungirlo como rey.
Pese a ello, el origen de Pujerra está en el periodo islámico, cuando surgen muchos pueblos en el Valle del Genal; en los alrededores de Pujerra existían también los lugares de Bentomí, Cenay y Moclón, que desaparecieron a lo largo del siglo XVI. Asimismo, la estructura urbana de Pujerra, formada por calles estrechas y tortuosas, evidencia su origen morisco.

### Edad Moderna
Tras la conquista de Ronda y la Serranía y después de la expulsión de los moriscos en el año 1501, Pujerra se queda sin población musulmana y es repoblada por cristianos viejos.
Durante la Edad Moderna, el pueblo fue tierra de realengo y perteneció a la ciudad de Ronda.
En el siglo XVIII, la población adquiere una cierta importancia debido a la explotación de sus yacimientos minerales y las numerosas industrias situadas en la ribera del río Genal, como fábricas de aguardiente, molinos harineros y de aceite. La incipiente economía de la época se refleja en dos fachadas de la calle Estación, que conservan la decoración típica de la época enmarcando sus puertas.

### Edad Contemporánea
Debido a su heroica participación en la lucha contra los franceses durante la Guerra de la independencia, Pujerra consigue su carta de villazgo y la independencia municipal en 1814 de manos del rey Fernando VII. Todavía se conserva una coplilla de aquella época que dice así:
Napoleón, Napoleón conquistaste a toda España, pero no pudiste entrar en la tierra de las castañas
En el siglo XIX, Pujerra fue un importante lugar de paso en las comunicaciones entre Ronda, la Serranía y la Costa del Sol. Así, ya en 1820 pertenecía al partido judicial de Estepona.
La mayor población que ha tenido Pujerra data del año 1854, cuando su cifra ascendía a unos 675 habitantes.
En el siglo XXI, Pujerra es un pueblo próspero que se sustenta en gran parte gracias a su excelente producción y comercialización de castañas. Su población actual es de 300 habitantes, y tiene buena comunicación por carretera con Ronda y la Costa del Sol.

## Geografía

### Situación
| Noroeste: Júzcar | Norte: Cartajima e Igualeja | Nordeste: Igualeja |
| Oeste: Júzcar    |                             | Este: Igualeja     |
| Suroeste: Júzcar | Sur: Júzcar y Benahavís     | Sureste: Benahavís |

## Geografía humana

### Demografía
Cuenta con una población de 290 habitantes (INE 2024).
| Gráfica de evolución demográfica de Pujerra entre 1842 y 2021                                                         |
| |
| Población de derecho según los censos de población del INE. Población de hecho según los censos de población del INE. |

### Economía

#### Evolución de la deuda viva municipal
| Gráfica de evolución de deuda viva del Ayuntamiento de Pujerra entre 2008 y 2019                                |
| |
| Deuda viva del Ayuntamiento de Pujerra en miles de euros según datos del Ministerio de Hacienda y Ad. Públicas. |

## Administración y política
Los resultados en Pujerra de las últimas elecciones municipales, celebradas en mayo de 2019, son:
| Elecciones Municipales - Pujerra (2019) | Elecciones Municipales - Pujerra (2019)  | Elecciones Municipales - Pujerra (2019) | Elecciones Municipales - Pujerra (2019) | Elecciones Municipales - Pujerra (2019) |
| Partido político                        | Partido político                         | Votos                                   | % Válidos                               | Concejales                              |
| --------------------------------------- | ---------------------------------------- | --------------------------------------- | --------------------------------------- | --------------------------------------- |
|                                         | Partido Socialista Obrero Español (PSOE) | 156                                     | 66,10 %                                 | 5                                       |
|                                         | Partido Popular (PP)                     | 76                                      | 32,20 %                                 | 2                                       |
|                                         | Izquierda Unida (IU)                     | 2                                       | 0,85 %                                  | 0                                       |

## Cultura

### Monumentos
- Iglesia del Espíritu Santo
- Ermita de San Antonio
- Busto de Wamba

### Artesanía
Artículos de cuero y piel.

### Gastronomía
Algunos de los platos típicos son:
- Olla de hinojos
- Guiso de castañas
- Gachas
- Veguero
- Sopa refrita
- Roscos
- Postres elaborados con castañas
- Mosto
- Mistela